# Conrad Haas
Conrad Haas, avstrijski vojaški inženir in izumitelj, * 1509, Dornbach, † 1576, Hermannstadt.
Haas je kot prvi pisno opisal delovanje večstopenjske rakete.
Po njem so poimenovali nosilno raketo Haas, proizvod romunskega koncerna ARCA.

## Življenjepis
Ferdinand I. Habsburški je Haasa, ki je bil mojster arzenala, leta 1551 poslal v Hermannstadt, Siebenbürgen (Transilvanija; današnji Sibiu, Romunija), da tam ustanovi in nadzira delovanje arzenala. V letih 1529-56 je tako napisal v nemščini prvo knjigo v zgodovini o raketni tehnologiji, pri čemer je združil vedenje pirotehnike in orožarstva. V rokopisu, ki so ga odkrili šele leta 1951 v javnem arhivu Sibiuja, je tako opisal mehanizem delovanja rakete, več vrst raket ter tudi razvil idejo raketoplana. Razvil je tudi teorijo leta večstopenjske rakete, različne mešanice goriv (tudi tekoča goriva), vpeljal deltasta krila,...
Haas je do konca življenja živel v Hermannstadtu.
Do odkritja Haasovega rokopisa je za najstarejši primer dela o raketarstvu veljalo delo poljskega artilerijskega specialista Kazimierza Siemienowicza iz leta 1650 z naslovom Artis Magnae Artilleriae Pars Prima (Veliko delo o artileriji, prvi del).